# Andrew Marshall (Golfspieler)
Andrew Marshall (* 24. August 1973 in East Dereham, England) ist ein englischer Profigolfer.

## Werdegang
Er wurde 1995 Berufsgolfer und betätigte sich – nach einigen erfolglosen Versuchen auf der Tour School – zunächst als Club Professional. Im Jahre 2001 verkaufte Marshall Aktien zu je 500 £ an die Clubmitglieder, um seine Karriere als Turnierspieler finanzieren zu können. Nachdem er in seinem ersten Jahr auf der Challenge Tour mehr als 75.000 £ an Preisgeldern erspielte, konnte er seine Mitinhaber mit Gewinn auszahlen. Mit dem vierten Platz in der Jahreswertung dieser zweitgereihten Turnierserie qualifizierte sich Marshall für die European Tour ab der Saison 2002 und konnte sich mehrere Spielzeiten dort behaupten. Seine bislang beste Platzierung erzielte er im Juni 2006 mit einem zweiten Platz bei den angesehenen Johnnie Walker Championship at Gleneagles, der ihm ein Preisgeld von rund 178.000 € einbrachte. Nach dem Jahre 2007 verpasste Marshall jedoch die Qualifikation für die European Tour und spielt seither wieder auf der Challenge Tour.

## Turniersiege
- 2005 PartyPoker.com Classic (Europro Tour)